# E311 (UAE)

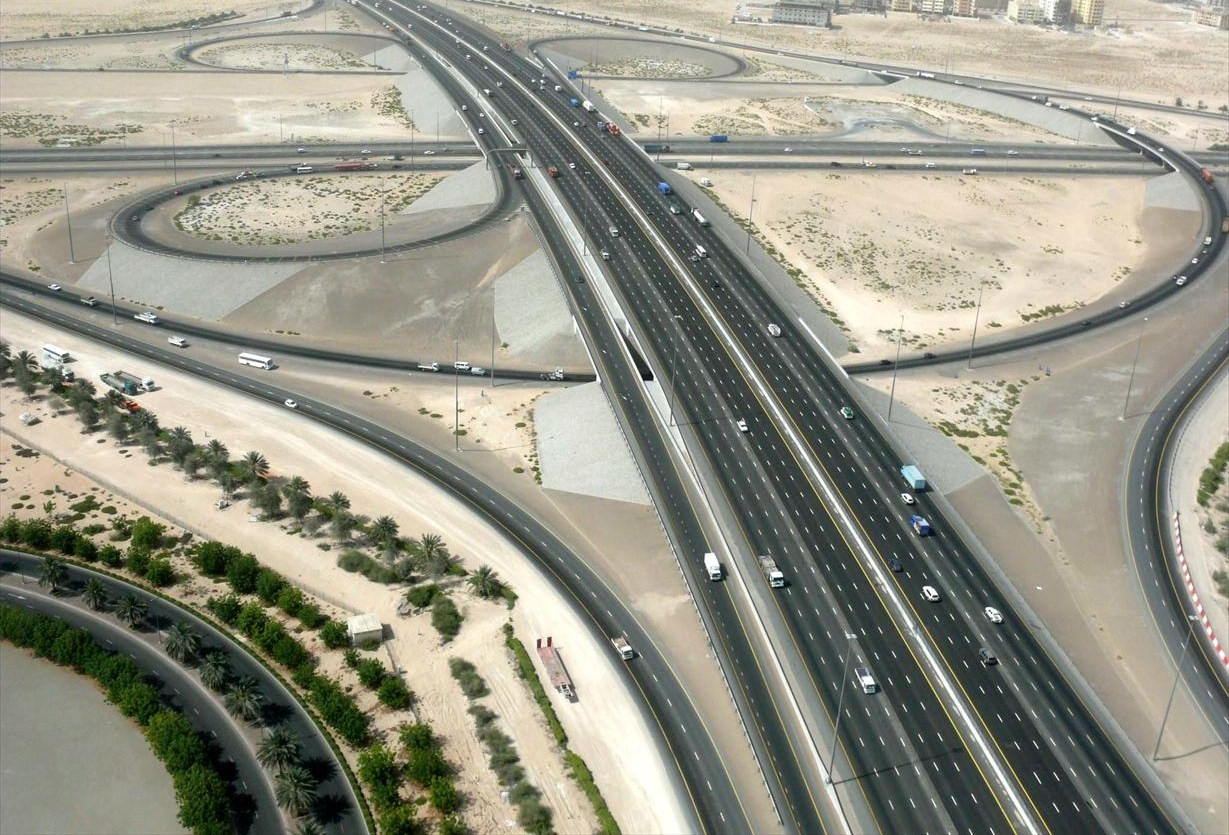
E311 Sheikh Mohammad Bin Zayed-vägen i Dubai (2007)

E311 eller Sheikh Mohammad Bin Zayed Road, är en motorväg i Förenade arabemiraten som går utefter kusten från Jebel Ali hamn, Dubai i sydväst, via Sharja, Ajman och Umm al-Qaywayn till Ras al-Khayma i nordost. Den går ungefär 10 kilometer in i landet och är med sina drygt 140 kilometer en av Förenade arabemiratets största vägar. Vägen byggdes ursprungligen som en ringled för tung trafik runt Dubai men byggdes ut norrut och hade 2005 nått Ras al-Khayma i norr. Vägen benämndes tidigare Emirates Road men bytte 2013 namn till Sheikh Mohammad Bin Zayed Road.
E311:an är normalt 6-filig men expanderar upp till 10 och 12 filer i större delen av dess sträckning genom Dubai.